# Gąska gołębia

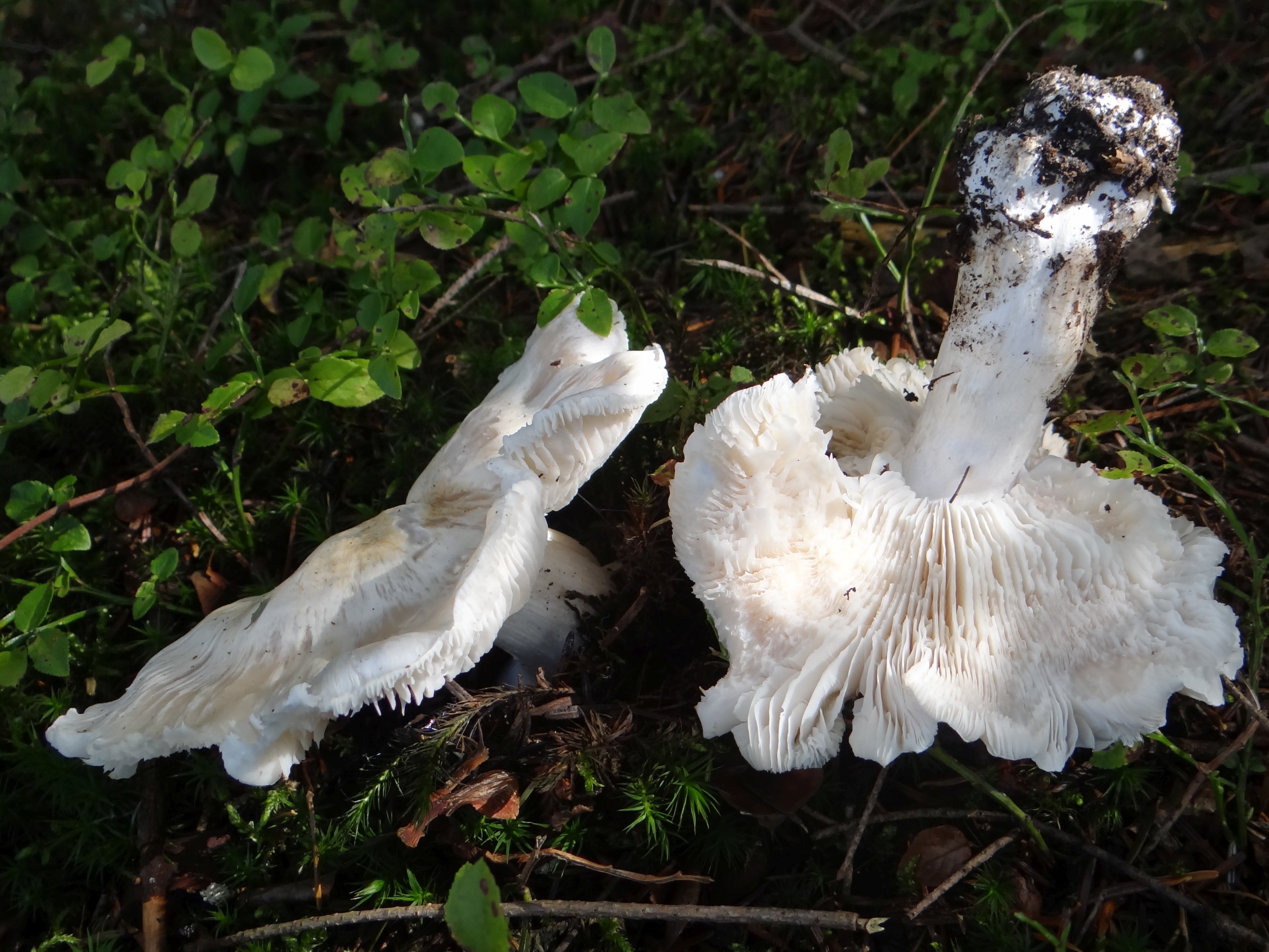

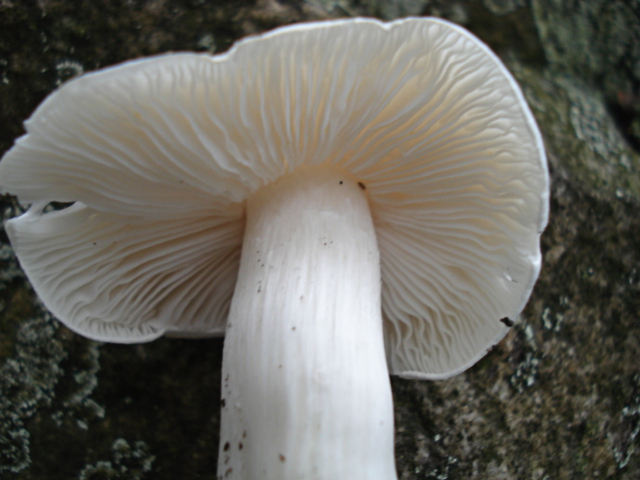

Gąska gołębia (Tricholoma columbetta (Fr.) P. Kumm.) – gatunek grzybów z rodziny gąskowatych (Tricholomataceae).

## Systematyka i nazewnictwo
Pozycja w klasyfikacji: Tricholoma, Tricholomataceae, Agaricales, Agaricomycetidae, Agaricomycetes, Agaricomycotina, Basidiomycota, Fungi (według Index Fungorum).
Po raz pierwszy takson ten zdiagnozował w 1821 r. Elias Fries nadając mu nazwę Agaricus columbetta. Obecną, uznaną przez Index Fungorum nazwę nadał mu w 1871 r. P. Kumm., przenosząc go do rodzaju Tricholoma. 
Niektóre synonimy:

- Agaricus columbetta Fr. 1821
- Agaricus impolitus Lasch 1829
- Gyrophila columbetta (Fr.) Quél 1886
- Tricholoma impolitum (Lasch) P. Kumm. 1871

Nazwę polską podał Stanisław Chełchowski w 1898 r. W polskim piśmiennictwie mykologicznym ma też nazwę bedłka gołębia.

## Morfologia
Kapelusz
Średnica od 5 do 10 cm, młody – stożkowaty, później płaski, z szerokim tępym garbkiem, brzeg początkowo podwinięty, później ostry, pofałdowany i wreszcie wygięty. Skórka jedwabiście lśniąca, promieniście włóknista, w wilgotnych warunkach lepka, biaława, często z ochrowymi, zielonkawymi lub czerwonawymi plamami.
Blaszki
Początkowo wąskie i gęste, później o szerokości do 10 mm, o ostrzach nieregularnie ząbkowanych, białawe do białawokremowych.
Trzon
Wysokość od 5 do 10 cm, średnica do 3 cm, walcowaty, u podstawy zwężony, białawy, często z niebieskozielonymi plamami u dołu.
Miąższ
Soczysty, zwarty, białawy. Zapach niewyraźnie ziemisto – mączny. Smak lekko mączny.
Cechy mikroskopowe
Wysyp zarodników biały. Zarodniki jajowate, o średnicy 5,5-7 × 4-5,5 µm, gładkie, z jedną oleistą kroplą. Podstawki zgrubiałe, walcowate, 4-zarodnikowe, o rozmiarach 29-42 × 7-8µm. Strzępki w blaszkach cienkie, bez sprzążek. Strzępki skórki cienkie, o zaokrąglonych komórkach bez pigmentu.

## Występowanie i siedlisko
Występowanie tego gatunku opisano w Ameryce Północnej, Europie i Kostaryce. W Polsce gatunek rzadki. Znajduje się na Czerwonej liście roślin i grzybów Polski. Ma status R – potencjalnie zagrożony z powodu ograniczonego zasięgu geograficznego i małych obszarów siedliskowych. Znajduje się na listach gatunków zagrożonych także w Danii, Niemczech, Holandii, Litwie.
Pojawia się od sierpnia do października w świetlistych lasach liściastych (pod bukami, brzozami lub dębami), na glebach ubogich w wapń, jednak niezbyt kwaśnych; w rozproszeniu.

## Znaczenie
Grzyb mikoryzowy. Grzyb jadalny średniej jakości, nadaje się do przyrządzania potraw z przeznaczeniem do bezpośredniego spożycia.

## Gatunki podobne
Istnieje kilka gatunków białych gąsek, ten jednak jest łatwy do odróżnienia, jeśli uwzględni się pewne charakterystyczne cechy budowy i siedliska. Niejadalna gąska biaława (Tricholoma album) nie ma na kapeluszu wyraźnych kolorowych plam, miąższ ma lekko palący i zasychając wydziela odstręczający zapach gazu ziemnego. Trująca gąska nieprzyjemna (Tricholoma inamoenum) ma odstręczający zapach gazu świetlnego i rośnie w lasach iglastych. Śmiertelnie trujące białe gatunki muchomorów, takie jak muchomor wiosenny (Amanita verna) i muchomor jadowity (Amanita virosa) mają pochwę oraz pierścień na trzonie.